# Carvalhais e Candal
Carvalhais e Candal (llamada oficialmente União das Freguesias de Carvalhais e Candal) es una freguesia portuguesa del municipio de São Pedro do Sul, distrito de Viseu.

## Historia
Fue creada el 28 de enero de 2013 en aplicación de una resolución de la Asamblea de la República de Portugal promulgada el 16 de enero de 2013 con la unión de las freguesias de Carvalhais y Candal, pasando su sede a estar situada en la antigua freguesia de Carvalhais.

## Demografía
| Gráfica de evolución demográfica de Carvalhais e Candal entre 2011 y 2021 |
|                                                                           |
| Datos según el nomenclátor publicado por el INE portugués.                |